# Neosilba peltae
Neosilba peltae är en tvåvingeart som beskrevs av Mcalpine och Steyskal 1982. Neosilba peltae ingår i släktet Neosilba och familjen stjärtflugor. Inga underarter finns listade i Catalogue of Life.